# 清水謙一郎
清水 謙一郎（しみず けんいちろう、1890年(明治23年)9月17日 - 1981年(昭和56年)10月30日）は、日本の教育者、詩人である。

## 生涯
長野県上水内郡水内村字里穂刈（現在の長野市信州新町）の生まれ。清水勘兵衛・ちよの長男として出生。明治38年(1905年)、南佐久郡臼田教員養成所に入所。1911年(明治44年)に長野師範学校卒業。長野県の尋常高等小学校訓導に任ぜられる。その後、内地留学のため休職する。
1914年(大正3年)に早稲田大学専門部に入学するが、中途退学し、1915年(大正4年)に国学院大学師範部に入学する。学監であった杉浦重剛から教えを学ぶ。
国学院大学卒業後小学校訓導となる。1926年(大正15年)に長野県視学に任ぜられる。1930年（昭和5年）、須坂高等女学校長に補せられる。1938年（昭和13年）、大町中学校長に補せられる。1940年（昭和15年）、松本中学校（現在の長野県松本深志高等学校）の校長に補せられる。松本夜間中学校長との兼任。
1944年（昭和19年）2月、松本医学専門学校の設置をめぐる問題が起こる。軍部は悪化する戦局から軍医の養成を急務とした。軍部の要望から、文部省は郡山義夫長野県知事へ、松本中学校校舎を提供するように要請した。しかし、当時松本中学校長であった清水は、医専は松本中学校の生徒と性質が異なるため、適切な教育を行えないと、医専の併設を拒絶した。清水が強硬に反対したために大騒動となった。清水が松本医専の併設に身命を賭すほどに強く反対した理由は、郡山知事と軍部との癒着に反発したからであった。 騒動の責任を取り、郡山知事は辞職し、清水も責任を取って辞職した。
終戦後、教育界に戻るが、長野県教職適格審査において、軍国主義者の廉で教職追放される（1950年（昭和25年）追放解除） 。その後、行商をして生計を立てる。
1952年（昭和27年）、信州新町教育委員に当選し、委員長となる。

## 交流
- 臼田教員養成所に入所していた時に、金原省吾(後の帝国美術学校(現在の武蔵野美術大学)教授、文学博士)と知り合い、以後、金原と終生親交を結ぶ。
- 早稲田大学を退学して後、アララギの主宰者・伊藤左千夫に師事した。国学院大学生の時に同じ門下生の斎藤茂吉と親交を結び、終生交際が続いた。斎藤茂吉が長野県で講演を行う時には講師を務めたり、斎藤茂吉が清水の詩の拝借を願ったりするほどの仲だった（斎藤茂吉は、『赤光』で清水謙一郎に詩を拝借した謝辞を述べている）。しかし、島木赤彦と対立し、アララギを脱会する[注 4] 。
- 1935年（昭和10年）7月、統制派と対立していた真崎甚三郎が陸軍三役である教育総監を罷免された時、清水は激励の手紙を真崎甚三郎に送った。それ以来、真崎甚三郎と親交を結ぶ。真崎甚三郎が1937年（昭和12年）、二・二六事件の軍事裁判が無罪になった時、「鈴ふりて　街ゆく人に　知らせなむ　真崎大将　ゆるされにけり」という詩を作った。清水は、真崎甚三郎を「大将こそ、日本陸軍最後の人であり、常に一方を凝視めた偉人である」と評している[3]。

## 注
1. ↑  清水が入学した時、杉浦重剛は、裕仁皇太子へ倫理の御進講が決まっており、その準備で忙しかった。そのため、杉浦重剛の授業は休講していた。清水は、杉浦重剛の講義を受けられないことに対して、大学に抗議した。この抗議の話を聞いた杉浦重剛は、清水を気に入り、特別に清水を家に招き入れた。それ以降、清水は杉浦邸を出入りし、教えを受けた[1] 。
2. ↑  清水は太平洋戦争開始時、親族に、「東条のバカヤロー、こんな無謀な戦争を始めてこれじゃ戦は負けだ。天子様に申し訳ない」と漏らしていた[2] 。東条英機政権に対しての強い反発が事件に影響したと考えられる。
3. ↑  清水は、戦前の軍部からは非協力者、戦後の左翼からは極右と批判されたが、一貫して愛国主義者であった。
4. ↑  アララギ脱会後も詩を作り続け、長野市立信州新町中学校校歌の作詞を行っている。